# Annagrace
Annagrace é o projeto de Dance Music belga, formado em 2008 pela cantora Annemie Coenen, que após ser vocalista e líder do grupo Ian Van Dahl por 8 anos e lançar dois álbuns: Lost & Found e A.C.E.;e uma turnê mundial, incluindo o Brasil, resolve enfrentar carreira solo, e encarar um novo projeto com o produtor e DJ Peter Luts, também produtor do Ian Van Dahl e do grupo Lasgo.
Seu primeiro single é "You Make Me Feel", lançado no dia 23 de junho de 2008, na Bélgica, que rapidamente alcançou o topo. O segundo single, foi o 'Let the Feelings Go'. Estes singles fazem parte do novo cd que foi lançado em 21 de junho de 2010. 

## Biografia de Annemie Coenen
Annemie Coenen Anne Francine nasceu em Herk-de-Stad, no dia 14 de julho de 1978. Ela é cantora, produtora e compositora mais conhecida por seu papel no grupo Ian Van Dahl. Desde pequena sua paixão pela música teve destaque em sua vida, ela cantou em coral e escola de comédias musicais, em Antuérpia.
Aos 17 anos, suas habilidades musicais foram postas à prova quando ela entrou em uma banda, pena que não durou muito. Apesar de seu amor pela música, Anne esperava se tornar um designer moda e até chegou a entrar em uma prestigiada escola de moda Antuérpia, só que para estudar lá, ela tinha que trabalhar vários empregos para pagar por este ensino. Um fato curioso é que um de seus amigos, incomodado com a quantidade de trabalhos de Anne, revolveu convidou-la para Ibiza e foi lá que ela se encontrou, em meio aos mais ao multifacetados estilos encontrados da dança.
Quando ela voltou à Bélgica, Coenen gravou um demo apenas por diversão que acabou chamando à atenção de Stefan Wuyts, representando o A & R rótulo, que estava à procura de um vocalista para substituir a cantora marcha, já consagrada pela música "Castles In The Sky", e foi convidada para fazer parte de um novo projeto belga,chamado Ian Van Dahl, que já vendeu mais de quatro milhões de CDs em todo o mundo, e fez vários singles como, will I?,Reason,I Can't Let you Go,Just A Girl, Were Are You Now, entre outros. 
No início de julho de 2007, foi anunciado que a conclusão do terceiro álbum de Ian Van Dahl, produzido por Peter Luts que em parceria com Anne resolveu encarar o projeto "Annagrace". 
CHARTS
- You Make Me Feel - #1 Belgian dance chart, #9 Flanders Ultratip Chart, #35 Flanders single chart, #3 UK Music Week's Commercial Pop Club Chart, #1 Billboard Hot Dance Airplay
- Let The Feelings Go - #1 Billboard Hot Dance Airplay